# Anil Madhav Dave
Anil Madhav Dave (Badnagar, 6 luglio 1956 – Nuova Delhi, 18 maggio 2017) è stato un politico indiano, appartenente al Bharatiya Janata Party.

## Biografia
Fu ministro dell'ambiente, della foresta e del cambiamento climatico dell'India dal 5 luglio 2016 fino alla morte, avvenuta il 18 maggio 2017 per una polmonite.